# Marlene Fuchs
Marlene Fuchs z domu Klein (ur. 31 marca 1942 w Euskirchen) – niemiecka lekkoatletka specjalizująca się w pchnięciu kulą, olimpijka. W czasie swojej kariery reprezentowała Republikę Federalną Niemiec.

## Kariera sportowa
Zajęła 6. miejsce w pchnięciu kulą na europejskich igrzyskach halowych w 1966 w Dortmundzie, 7. miejsce w tej konkurencji na mistrzostwach Europy w 1966 w Budapeszcie i 5. miejsce na europejskich igrzyskach halowych w 1968 w Madrycie.
Zajęła 7. miejsca na igrzyskach olimpijskich w 1968 w Meksyku i na halowych mistrzostwach Europy w 1970 w Wiedniu.
Była mistrzynią RFN w pchnięciu kulą w latach 1962, 1964, 1965, 1067, 1968 i 1970 oraz wicemistrzynią w tej konkurencji w 1961, 1963, 1966 i 1969, a także wicemistrzynią w 1964 oraz brązową medalistką w 1962 i 1967 w rzucie dyskiem. W hali była mistrzynią RFN w pchnięciu kulą w latach 1964–1971, wicemistrzynią w 1962 i 1963 oraz brązową medalistką w 1961.
Jako pierwsza reprezentantka RFN pchnęła kulę ponad 16 metrów (16,24 m, 23 sierpnia 1964 w Berlinie) i 17 metrów (17,10 m, 21 lipca 1968 w Geretsried). Dziewięciokrotnie poprawiała rekord RFN w pchnięciu kulą doprowadzając go do wyniku 17,34 m, uzyskanego 16 sierpnia 1968 w Berlinie. Rekord ten został poprawiony dopiero w 1975 przez Evę Wilms. Rekord życiowy Fuchs w rzucie dyskiem wynosił 52,48 m, ustanowiony 12 lipca 1964 we Frechen.